# Torre Laguna
El edificio Torre Laguna es un inmueble destinado a viviendas, oficinas y locales comerciales situado en la ciudad de El Ejido, provincia de Almería (España). Con una altura de 105 metros y 30 plantas es el tercer edificio más alto de Andalucía, por detrás de Torre Sevilla y las Torres de Hércules.

## Historia
Planeado el inicio de las obras para marzo de 2005, estas no comenzaron hasta  la primavera de 2006, estimándose la ejecución en dos años. Sin embargo, entre la constructora Garasa Esñeco y la promotora Dórica surgió un conflicto judicial que supuso la paralización de las obras durante más de un año. En enero de 2009, la justicia daba la razón a Dórica y obligaba a Garasa Esñeco a abandonar el edificio. Dórica tomó entonces las riendas de la obra, concluyéndose esta a principios de 2011. 
En 2019 Blackstone a través de la Sociedad Aliseda saca a la venta locales comerciales, garajes y trasteros. Los actuales propietarios Quasar Investments heredaron el edificio del Banco Popular.

## Características
Torre Laguna era en 2018 el tercer edificio finalizado más alto de Andalucía con 105 m de altura.
Cuenta con 30 plantas más 2 sótanos, garaje con capacidad para 275 vehículos, cafetería, restaurante panorámico, 119 viviendas y 54 oficinas.
Obtuvo en 2007 el Premio Casodomo a la domótica estando en fase de construcción.